# Eriocaulon coniferum
Eriocaulon coniferum är en gräsväxtart som beskrevs av Theodor Carl Karl Julius Herzog. Eriocaulon coniferum ingår i släktet Eriocaulon och familjen Eriocaulaceae. Inga underarter finns listade i Catalogue of Life.